# OHE-Baureihe 89
In die OHE Baureihe 89 wurden von den Osthannoverschen Eisenbahnen (OHE) Tenderlokomotiven mit der Achsfolge C und einer Achslast von 11 bis 14 Tonnen eingereiht. Vorherrschend in dieser Baureihengruppe sind Lokomotiven der Reihe T 3 sowie weiterentwickelte Konstruktionen der Firmen Borsig, Hanomag, Hagans und Henschel enthalten.
Die Weiterentwicklungen wurden erforderlich, weil die Leistungen der T 3 auf einigen Strecken nicht ausreichte oder mehr Vorräte gewünscht wurden, was eine größere Achslast bedingte. Außerdem wurde durch den technischen Fortschritt viele Typen im Laufe der Zeit überarbeitet, was besonders an der Bauart der Steuerung erkenntlich war.
Die Lokomotiven waren bis Anfang der 1960er Jahre im Einsatz und wurden spätestens 1963 ausgemustert. Alle Lokomotiven wurden verschrottet.

## Übersicht (unvollständig)
| OHE-Betriebsnummer | ehem. Betriebsnummer oder Bauart | Hersteller | Fabriknummer | Baujahr | Achslast | Steuerung | Bemerkung                                                                       |
| ------------------ | -------------------------------- | ---------- | ------------ | ------- | -------- | --------- | ------------------------------------------------------------------------------- |
| 89 122             | Preußische T 3                   | Borsig     | 6691         | 1907    | 11 t     | Allan     | von Kleinbahn Celle–Wittingen, ausgemustert 1961                                |
| 89 123             | Preußische T 3                   | Borsig     | 6690         | 1907    | 11 t     | Allan     | von Kleinbahn Celle–Wittingen, ausgemustert 1958                                |
| 89 124             | Preußische T 3                   | Borsig     | 7075         | 1908    | 11 t     | Allan     | von Kleinbahn Celle–Wittingen, ausgemustert 1959                                |
| 89 125             | Preußische T 3                   | Borsig     | 7076         | 1909    | 11 t     | Allan     | von Kleinbahn Celle–Wittingen, ausgemustert 1947                                |
| 89 126             | CW 7–9, CSM 29                   | Hanomag    | 6260         | 1911    | 13 t     | Allan     | von Kleinbahn Celle–Wittingen, ausgemustert 1960                                |
| 89 127             | CW 7–9, CSM 29                   | Hanomag    | 6615         | 1912    | 12 t     | Heusinger | von Kleinbahn Celle–Wittingen, 1956 verkauft, weiterer Verbleib unbekannt       |
| 89 128             | CW 7–9, CSM 29                   | Hanomag    | 10130        | 1923    | 14 t     | Heusinger | von Kleinbahn Celle–Wittingen, 1963 ausgemustert                                |
| 89 129             | CSM 21 (Zweitbesetzung)...28     | Borsig     | 7895         | 1911    | 11 t     | Allan     | von Kleinbahn Celle–Soltau–Munster, 1958 ausgemustert                           |
| 89 130             | Preußische T 3                   | Hanomag    | 4415         | 1905    | 12 t     | Allan     | von Kleinbahn Celle–Soltau–Munster, 1959 ausgemustert                           |
| 89 131             | CSM 21 (Zweitbesetzung)...28     | Borsig     | 7366         | 1909    | 11 t     | Allan     | von Kleinbahn Celle–Soltau–Munster, 1958 ausgemustert                           |
| 89 132             | CSM 21 (Zweitbesetzung)...28     | Borsig     | 7367         | 1909    | 11 t     | Allan     | von Kleinbahn Celle–Soltau–Munster, 1959 ausgemustert                           |
| 89 133             | CSM 21 (Zweitbesetzung)...28     | Borsig     | 7556         | 1910    | 11 t     | Allan     | von Kleinbahn Celle–Soltau–Munster, 1948 verkauft, weiterer Verbleib unbekannt  |
| 89 134             | CSM 21 (Zweitbesetzung)...28     | Borsig     | 7369         | 1909    | 11 t     | Allan     | von Kleinbahn Celle–Soltau–Munster, 1959 ausgemustert                           |
| 89 135             | CW 7–9, CSM 29                   | Hanomag    | 10131        | 1923    | 14 t     | Allan     | von Kleinbahn Celle–Soltau–Munster, 1963 ausgemustert                           |
| 89 136             | LS 1–5                           | Borsig     | 8459         | 1913    | 14 t     | Heusinger | von Kleinbahn Lüneburg–Soltau, 1959 ausgemustert                                |
| 89 137             | LS 1–5                           | Borsig     | 8460         | 1913    | 14 t     | Heusinger | von Kleinbahn Lüneburg–Soltau, 1960 ausgemustert                                |
| 89 138             | LS 1–5                           | Borsig     | 8461         | 1913    | 14 t     | Heusinger | von Kleinbahn Lüneburg–Soltau, 1959 ausgemustert                                |
| 89 139             | LS 1–5                           | Borsig     | 8462         | 1913    | 14 t     | Heusinger | von Kleinbahn Lüneburg–Soltau, 1960 ausgemustert                                |
| 89 145             | Preußische T 3                   | Jung       | 559          | 1902    | 11 t     | Allan     | von Bleckeder Kleinbahn, 1945 ausgemustert                                      |
| 89 146             | Preußische T 3                   | Hagans     | 487          | 1903    | 11 t     | Allan     | von Bleckeder Kleinbahn, 1959 ausgemustert                                      |
| 89 147             | LS 7, BlKB 9                     | Borsig     | 10816        | 1920    | 14 t     | Heusinger | von Bleckeder Kleinbahn, 1960 ausgemustert                                      |
| 89 150             | Preußische T 3                   | Hanomag    | 4412         | 1906    | 11 t     | Allan     | von Kleinbahn Winsen–Evendorf–Hützel, 1959 ausgemustert                         |
| 89 151             | Preußische T 3                   | Hanomag    | 5004         | 1907    | 11 t     | Allan     | von Kleinbahn Winsen–Evendorf–Hützel, 1959 ausgemustert                         |
| 89 152             | WEH 4                            | Borsig     | 6806         | 1908    | 14 t     | Heusinger | von Kleinbahn Winsen–Evendorf–Hützel, 1960 ausgemustert                         |
| 89 153             | Preußische T 3                   | Hanomag    | 5888         | 1910    | 11 t     | Allan     | von Kleinbahn Winsen–Evendorf–Hützel, 1948 ausgemustert                         |
| 89 154             | Preußische T 3                   | Henschel   | 11374        | 1912    | 11 t     | Allan     | von Kleinbahn Winsen–Evendorf–Hützel, 1964 ausgemustert                         |
| 89 155             | LS 7, BlKB 9                     | Borsig     | 10852        | 1920    | 14 t     | Heusinger | von Kleinbahn Winsen–Evendorf–Hützel, 1963 Verkauf, weiterer Verbleib unbekannt |
| 89 156             | Preußische T 3                   | Borsig     | 7078         | 1909    | 11 t     | Allan     | von Kleinbahn Wittingen–Oebisfelde, 1948 ausgemustert                           |
| 89 157             | Preußische T 3                   | Borsig     | 7080         | 1909    | 11 t     | Allan     | von Kleinbahn Wittingen–Oebisfelde, 1960 ausgemustert                           |
| 89 158             | CSM 21 (Zweitbesetzung)...28     | Borsig     | 7388         | 1910    | 12 t     | Allan     | von Kleinbahn Wittingen–Oebisfelde, 1950 ausgemustert                           |